# Sulęcin (województwo wielkopolskie)
Sulęcin – wieś w Polsce położona w województwie wielkopolskim, w powiecie średzkim, w gminie Krzykosy.
| SIMC    | Nazwa                  | Rodzaj    |
| ------- | ---------------------- | --------- |
| 0587063 | Ciołki                 | część wsi |
| 0587057 | Przymiarki Sulęcińskie | część wsi |

W latach 1975–1998 miejscowość położona była w województwie poznańskim.

## Historia
Na obszarze wsi odkopano prehistoryczne cmentarzysko z czarną popielicą, glinianymi naczyniami oraz przedmiotami z brązu i żelaza. Pierwsza wzmianka o wsi pochodzi z 1392. Pod koniec XIX wieku Sulęcin z kolonią Ciołki liczył 28 domostw i 244 mieszkańców, (209 katolików i 35 protestantów). 

## Zabytki
- park z 2 poł. XIX w.